# Эрмитаж (театр, Тула)
«Эрмитаж» — театр в составе муниципального автономного учреждения культуры «Театрально-концертный центр».

## История театра
В 1972 году в Туле был создан муниципальный театр «У Толстовской заставы» и до 1992 года существовал как театр-студия на общественных началах, которым руководил Александр Константинович Белов (1939—2016). В 1992 году решением Малого Совета Тульского городского Совета народных депутатов театру-студии официально был присвоен статус: Муниципальное учреждение культуры театр русской драмы «У Толстовской заставы», хотя до 1998 года театр был более известен как «Театр Белова». В этот период благодаря самобытными и смелыми театральными постановками, таким как «Ромео и Джульетта» Уильяма Шекспира, «Сирано де Бержерак» Эдмона Ростана и «Двадцать лет спустя» Михаила Светлова, театр стал популярен среди тульской публики.
В 1998 году у театра сменился художественный руководитель, и до 2006 года театр постепенно терял популярность: был утрачен прежний репертуар, многие актёры театра перешли работать в театры Санкт-Петербурга, Риги, Москвы. Все это происходило на фоне отсутствия собственной сцены, так как прежнее помещение театра в здании бывшей Стороникитской церкви было утрачено в результате пожара в 1998 году.
В 2006 году театру было выделено помещение на ул. Щегловская засека, в котором после длительного капитального ремонта был оборудован камерный зрительный зал на 60 мест. Директором театра назначена Марина Мазанова, а на должность художественного руководителя приглашён Сергей Мазанов. За период с 2007 по 2008 год в театр была набрана новая труппа. Для постановок спектаклей в театр привлекались режиссёры Тульского государственного академического театра драмы имени М. Горького и московских театров.
В 2010 году театр переименован в муниципальный театр русской драмы «Эрмитаж». Слово «эрмитаж» в одном из лексических значений (устар.) — «постройка, расположенная в глубине парка, предназначенная для уединенного отдыха, для собирания и демонстрирования коллекций, для организации концертов». В 2010 году в театре создана театральная гостиная. В том же году театр заключил договор с Мемориальным музеем Н. И. Белобородова, что позволило организовать туристический маршрут для жителей Тульской области, включающий в себя просмотр спектакля театра «Эрмитаж», автобусную экскурсию по Туле, экскурсию в Мемориальный музей Н. И. Белобородова.
В 2014 году Тульский муниципальный театр «Эрмитаж» участвовал в культурной программе на Олимпийских играх в Сочи, дав в общей сложности 50 выступлений на различных площадках олимпийского городка. В 2015 году при театре открыта Детская театральная школа-студия «ЭРМИТАЖик», где учат актёрскому мастерству, технике речи, вокалу и хореографии. В декабре 2016 года в Туле было образовано Муниципальное автономное учреждение культуры «Театрально-концертный центр», в состав которого вошел и театр «Эрмитаж». В современном репертуаре театра — драмы и комедии, сказки для детей, творческие вечера и уличные выступления в рамках городских праздничных мероприятий. Помимо спектаклей на площадке театра «Эрмитаж» проходят выступления профессиональных музыкальных коллективов от классического джаза до музыкального кроссовера.
При театре действует детская театральная школа, где преподают актёрское мастерство, вокал, хореографию, цирковое искусство и сценическое движение.

## Театральный дворик
В 2011 году театром «Эрмитаж» впервые в Туле был организован и проведен фестиваль уличных театров «Театральный дворик». В рамках фестиваля состоялись театрализованное карнавальное шествие, спектакли под открытым небом и музыкальные представления различных направлений. В 2017 году фестиваль установил несколько рекордов: спектакли уличных театров в общей сложности шли 128 часов; за 6 дней зафиксировано 120 тысяч посещений; «Театральный дворик» вошел в ТОП-3 лучших культурных фестивалей России летом 2017; по итогам VII Межрегионального фестиваля индустрии событий «Event-ПРОРЫВ 2017» «Театральный дворик» занял первое место в номинации «Лучшее событие в области культуры и искусства» и второе — в номинации «Лучшее событие в сфере событийного туризма»; в региональном этапе Национальной премии в области событийного туризма Russian Event Awards 2017 в номинации «Лучшее туристическое событие в области культуры» фестиваль занял 3-е место и стал финалистом премии.

## Текущий репертуар
- «Стакан воды»
- «Дворянское гнездо» (Иван Тургенев)
- «Золушка»
- «Пять жар-птиц в поместье ворона» (Дон Нигро)
- «Настя-растеряха» (Владимир Илюхов)
- «Преступление и наказание» (Фёдор Достоевский)
- «Снежная Королева. Продолжение»
- «Осторожно — женщины!» (Андрей Курейчик)
- «Как чуть не съели королевну Булочку» (Мацей Войтышко)
- «Тайна пропавшего снега» (Ксения Драгунская)
- «Щелкунчик» (Татьяна Уфимцева)
- «Морозко» (Николай Коляда)
- «Миллионерши» (Юрий Котлярский)
- «Маленький Мук» (Вильгельм Гауф)
- «Гарнир по-французски» (Марк Камолетти)
- «Вверх тормашками» (Ксения Драгунская)
- «Про Федота-стрельца, удалого молодца» (Леонид Филатов)
- «Сокровища пиратов» (Сергей Дмитриев)
- «Бессовестные» (Василий Шукшин)
- «Бабки Ёжки и листопад» (Лана Ра)
- «Наш Антон Павлович Ч.» (Антон Чехов)
- «Плохие парни» (Рэй Куни)
- «Кот в сапогах» (Шарль Перро)
- «Поднять занавес»
- «Сказка о рыбаке и рыбке»[12]

## Труппа театра
- Багно Александр Викторович
- Беляков Денис Викторович
- Бурякова Татьяна Николаевна
- Калашникова Светлана Юрьевна
- Королёва Елена Вячеславовна
- Кошель Павел Владимирович
- Мазанова Вероника Сергеевна
- Мазанова Надежда Валерьевна
- Салькова Марина Николаевна
- Сушкина Екатерина Дмитриевна